# Sniper Elite
Sniper Elite (známá také jako Sniper Elite: Berlin 1945) je taktická stealth střílečka z pohledu třetí osoby, kterou v roce 2005 vyvinula společnost Rebellion Developments a v Evropě vydala společnost MC2 France a v Severní Americe Namco Hometek. V roce 2012, u příležitosti vydání hry Sniper Elite V2, byla znovu vydána prostřednictvím služby Steam samotnou společností Rebellion.

## Příběh
Hlavním hrdinou hry je Karl Fairburne, americký agent OSS narozený v Německu a převlečený za německého odstřelovače. Je nasazen do bitvy o Berlín v roce 1945 během posledních dnů druhé světové války s rozhodujícím cílem zabránit tomu, aby se německá jaderná technologie dostala do rukou invazních sovětských sil.

## Ohlasy
Podle agregátoru recenzí Metacritic získala hra Sniper Elite obecně příznivé recenze.